# Roger Tallon
Roger Tallon (9 de marzo de 1929 - 20 de octubre de 2011) fue un diseñador francés, considerado el padre del diseño industrial en su país. En su amplia trayectoria destacan proyectos como la imagen de los trenes de grandes proyectos de transporte ferroviario, como el TGV o el Eurostar.

## Biografía
Después de completar sus estudios de ingeniería (1944-1950), se incorporó a Caterpillar Francia y Dupont de Nemours. En 1953, se unió a Technès, la oficina de estudios técnicos y estética fundada en 1949 por Jacques Viénot, uno de los pioneros de la estética industrial, y Jean Parthenay. Rápidamente ascendido al puesto de director técnico y artístico de la agencia, y se convirtió en su director después de la muerte de Jacques Viénot en 1959.
Docente desde 1957 en la Escuela de Artes Aplicadas de París, organizó el primer curso de diseño en Francia. En 1963 creó el departamento de diseño de la Escuela Nacional Superior de las Artes Decorativas de París.

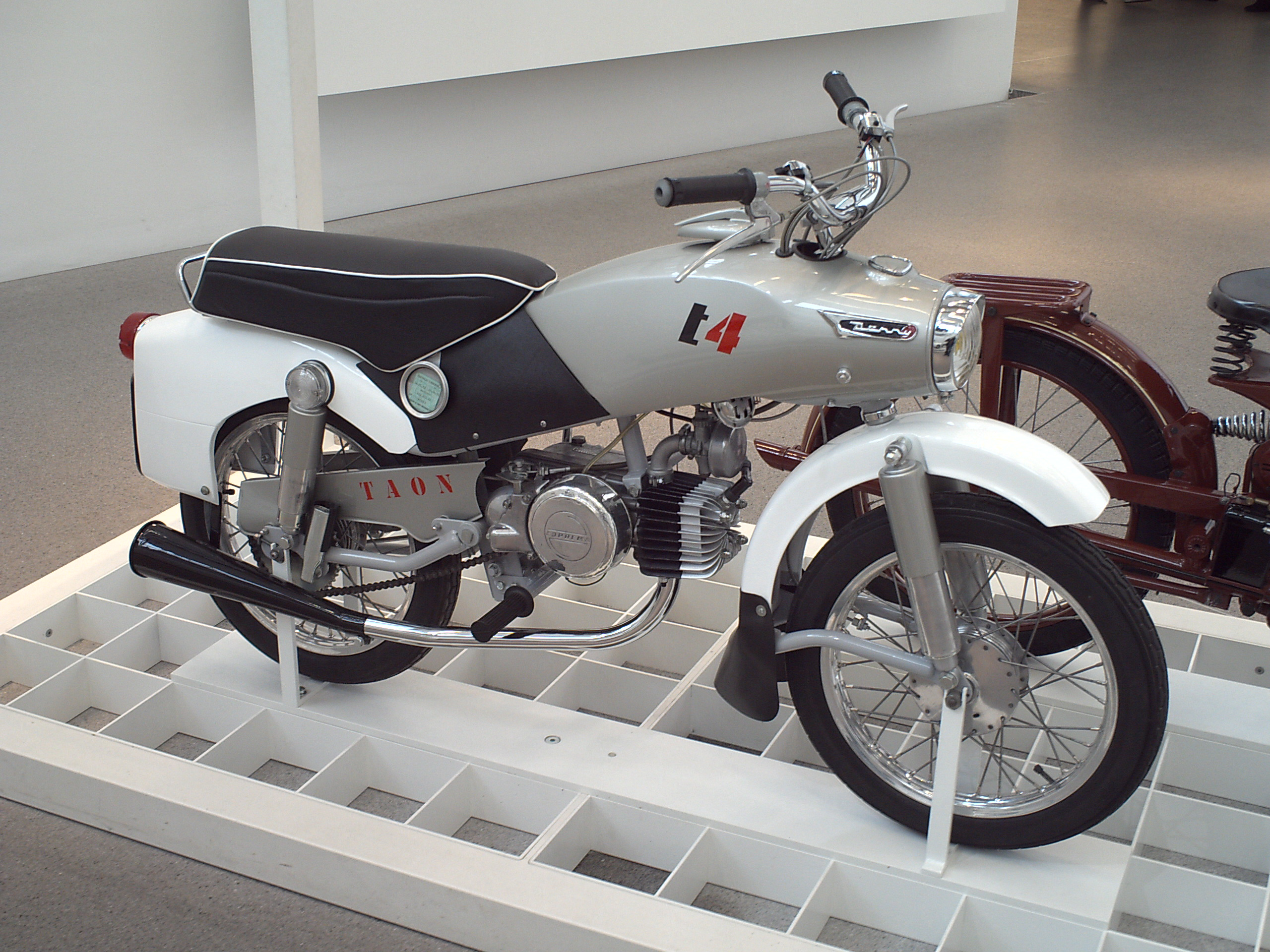
Moto Taon para la marca Derny

Entre centenares de productos, Roger Tallon y su equipo fueron autores de: una motocicleta para la marca Derny (el modelo Taon se presentó en 1955 con motores de 50, 65 y 70 cm³, comercializado en 1957 con 125 cm³), robots domésticos para Peugeot, la cámara Sem Véronic de 8 mm sin objetivo aparente (1957), las máquinas herramienta tour Gallic 16 y 14 para la compañía belga La Mondiale, tractores aeroportuarios, carretillas elevadoras para Fenwick, la imagen corporativa de Fenwick-Aviation, o un proyector de diapositivas para Kodak. 
Como consultor de la filial Frigidaire de General Motors en los Estados Unidos, Tallon diseñó refrigeradores y lavadoras y creó el departamento de diseño de la compañía estadounidense.
En 1966, el televisor portátil Teleavia P111 se lanzó al mercado contra el consejo de la gerencia de la empresa. Fue una revolución y un gran éxito comercial, y se convirtió en un objeto de culto.
Tal éxito (el nombre de Roger Tallon empezó a ser conocido por el público) llenó su oficina de pedidos: vajillas, muebles, diseño de interiores, lámparas reflectoras para la empresa Erco alemana, botas de esquí para Salomon, cepillos de dientes para Fluocaril, latas de aceite para Elf, o cubiertos para Ravinet d'Enfert. 
Cerca del mundo de las artes, Tallon también trabajó con Yves Klein, César, Arman y  fue contratado por Catherine Millet, fundadora de la revista art press, para crear su imagen gráfica (que hasta ahora apenas ha cambiado). 
En 1973 fundó la agencia Design Programmes. En solidaridad con el conflicto laboral de los trabajadores del relojero Lip, creó la gama de relojes y cronógrafos Mach 2000. Con Jean-Charles de Castelbajac, dio forma a un proyecto de concepto de cabina para Air France en 1974. 

### Transportes

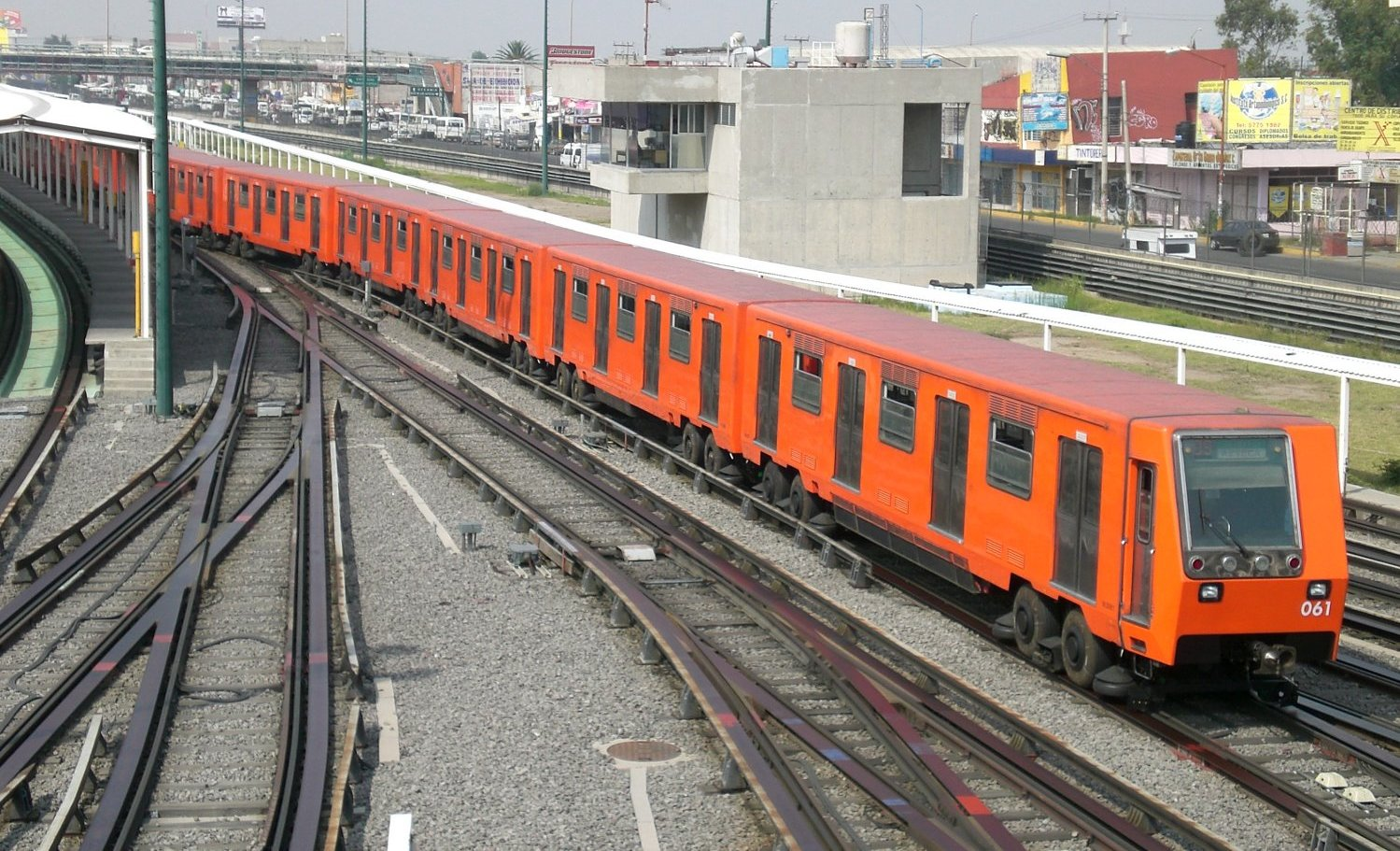
Unidad Alshtom MP-68 circulando sobre Línea B

En el ámbito del transporte, diseñó los interiores del metro de la Ciudad de México y para Alstom y SNCF, los coches Corail y el TGV, incluyendo aspectos como la ergonomía, los colores, la iluminación y los mapas ferroviarios que se encuentran en cada tren. Con el diseñador Michel Schreiber, ideó los nuevos uniformes del personal. Roger Tallon fue el creador de la imagen de una SNCF modernizada.

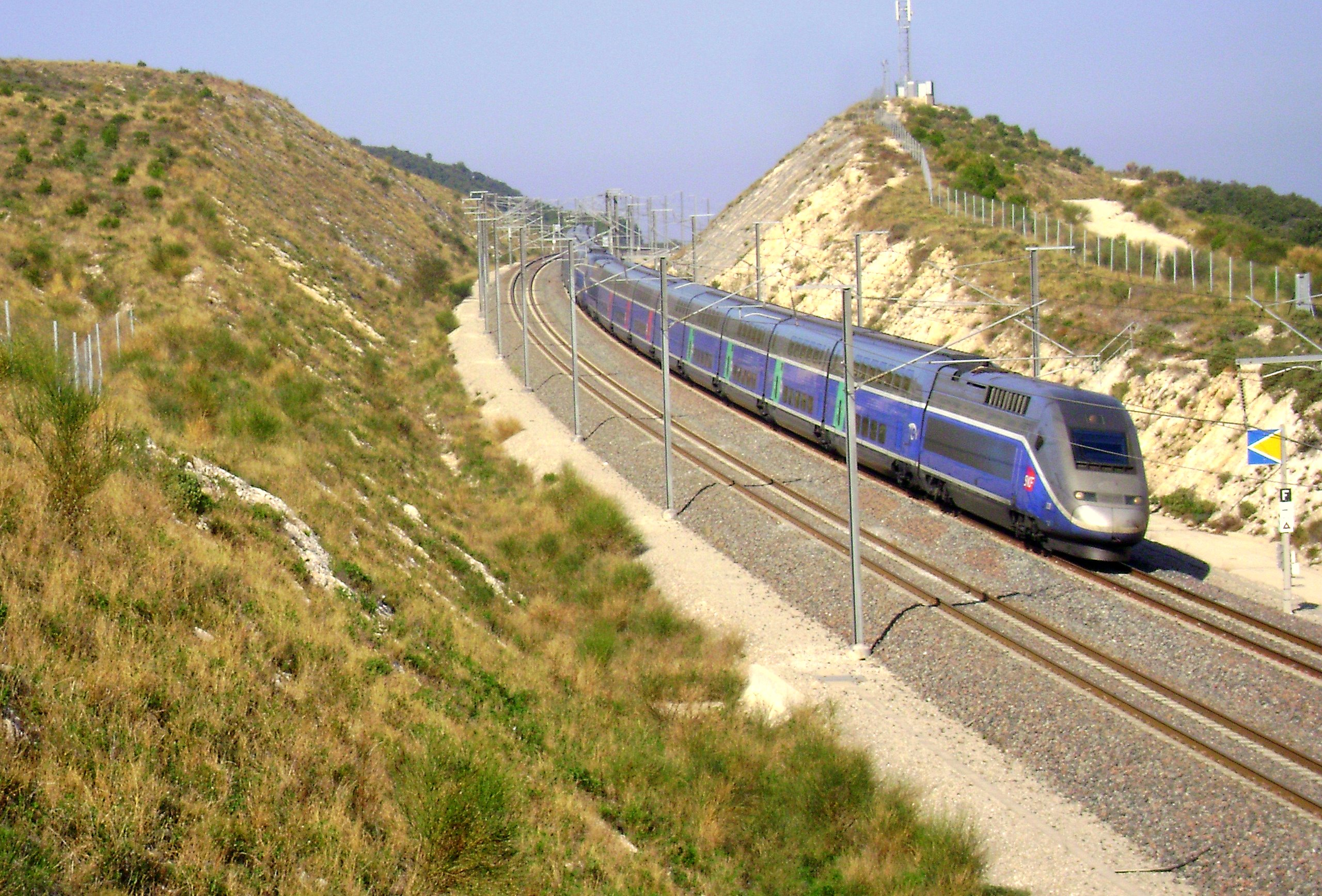
Un TGV dúplex

Participó en el proyecto de la imagen del TGV Atlantique (comenzado en 1986) y del Eurostar (1987). Un nuevo funicular concebido por Tallon sube la colina de Montmartre desde 1991. En 1994, después de varias fusiones, Roger Tallon y su compañía ADSA se integraron en la sociedad Euro RSCG, ocupándose de la imagen de proyectos como el TGV en Texas y Canadá, del TGV de dos pisos para Francia, del proyecto del metro de París Météor, del VAL 208 para Matra, o de la nueva identidad de los ferrocarriles finlandeses. 
Posteriormente abandonó Euro RSCG y continuó su carrera de diseño de forma independiente. Trabajó en Le curseur (2009-2013) para el Tranvía de Tours: por iniciativa de Régine Charvet Pello, colaboró con el colectivo "ensemble(s) la ligne" creado entre otros con Louis Dandrel y Daniel Buren, interviniendo en el diseño de los coches del tranvía con "efecto espejo" decorados con bandas blancas y negras.

### Premios y distinciones
- En 1977 recibió el premio "iF Industry Forum Design Auszeichnung"[8]
- En 1985, el Ministerio de Cultura le otorgó el gran premio de la creación industrial nacional
- En 1992, recibió, de manos del presidente de la SNCF la insignia de Comandante de las Artes y las Letras